# Fatty au poulailler
Pour plus de détails, voir Fiche technique et Distribution.
Fatty au poulailler (Barnyard Flirtations) est un film comique américain, muet, réalisé par Roscoe Arbuckle, sorti le 28 mars 1914 (aux États-Unis)

## Fiche technique
- Titre : Fatty au poulailler
- Titre original : Barnyard Flirtations
- Réalisation : Roscoe Arbuckle
- Studio de production : The Keystone Film Company
- Distribution : Mutual Film Company
- Pays de production : États-Unis
- Genre : Comédie
- Format : Noir et blanc - film muet
- Durée : 10 minutes
- Producteur : Mack Sennett
- Langue : film muet - intertitres anglais

## Distribution
- Roscoe Arbuckle : Fatty